# Chiesa dell'Immacolata Concezione (Borgo San Giacomo)
La chiesa dell'Immacolata Concezione, anche nota come chiesa del Castello, è un edificio di culto che si trova a Borgo San Giacomo, in provincia e diocesi di Brescia.

## Storia
La chiesa dell'Immacolata fu costruita in luogo di un precedente edificio di culto, probabilmente l'antica parrocchiale di san Giacomo di cui rimane il campanile, di stile cinquecentesco, in un'area che fu occupata dal castello di Gabbiano, di cui rimane la forma dello spiazzo in cui sorge la chiesa. In essa dal 1600 officiava e si riuniva la "Scola dell'Immacolata Concezione", fiorente congregazione locale.
Fu l'anziano curato di Gabiano, Tomaso Marcandone, a finanziare la riedificazione della chiesa, offrendo alla Scola 500 scudi e promettendo ulteriori interventi in favore della riedificazione del tempio. Pertanto, il 19 luglio 1716 la congregazione deliberò in favore della ricostruzione.
Il primo progetto, realizzato dall'architetto Andrea Caserini, fu ritenuto troppo stretto da Marcandone, per cui richiese una espansione dell'edificio, da poco cominciato, a Giovanni Spazzo. Il Marcandone non vide il completamento dell'edificio, morendo nel 1719. Fu sepolto davanti al presbiterio della chiesa che tanto aveva voluto far ricostruire il 4 dicembre dello stesso anno. L'anno successivo la chiesa fu completata, mentre tra il 1724 e il 1728 furono eretti gli altari laterali, benedetti nel 1728.

## Descrizione

### Esterno
La chiesa si trova su una sorta di altura, circondata da un parco, detto della Rimembranza, dove è posto il monumento ai Caduti. 
La facciata, di stile neoclassico, è formata da due registri scanditi da lesene corinzie, al cui centro si trovano inferiormente il portale in marmo bianco e superiormente un finestrone, anch'esso in marmo bianco, e sormontata da un semplice timpano triangolare.

### Interno
L'interno, impostato su una pianta ad ottagono irregolare, è rischiarato da ampie finestre rettangolari e movimentato da due profonde cappelle rettangolari, contenenti gli altari dedicati a sant'Antonio da Padova e a san Carlo Borromeo. Tra il presbiterio e la navata si eleva una copertura a padiglione affrescata, mentre il presbiterio, privo delle decorazioni presenti lungo tutta la chiesa, è sovrastato da una volta a padiglione ribassata. Gli affreschi delle volte rappresentano una Annunciazione ed una Assunzione, probabilmente opera di Ferdinando Del Cairo.
L'altare maggiore, risalente all'inizio del XVII secolo e proveniente dall'edificio precedente, è preceduto da balaustre sagomate risalenti al Settecento. La pala d'altare è costituita da un dipinto rappresentante La Trinità e la Vergine coronata da Santi, opera di Grazio Cossali risalente al 1600 e restaurata nel 1954. 
Allo stesso Cossali è attribuita una Vergine in gloria e i SS. Carlo, Rocco e Giacomo, situata sul lato della navata, di fronte a Il Redentore appare a S.Giacomo da Thiene, opera di Marcantonio Ghislina del 1716.
L'altare di San Carlo Borromeo, o della Pietà, si compone della sola mensa in marmo e dei sovralzi, mentre l'ancona, opera moderna di Giacomo Olini, contiene il Cristo deposto tra i SS. Carlo Borromeo, Giacomo D. Marca e Giovanni da Leonessa, risalente alla prima metà del Settecento e attribuito al veneziano Federico Bencovich.
L'altare di Sant'Antonio, eretto nel 1726, è attribuito a Domenico Biasio detto Cantone. La pala dell'altare, S. Antonio di Padova e i SS. Carlo, Lucia, Apollonia, Francesco Saverio e Gaetano, è opera di Ferdinando Del Cairo realizzata in contemporanea all'altare.
La parte centrale della chiesa è dotata di quattro nicchie contenenti altrettante statue. Le due nicchie in prossimità dell'altare maggiore contengono un S. Giuseppe, opera in legno, e un S. Francesco, in gesso, entrambe datate tra la fine del XIX e l'inizio del XX secolo dell'ingresso, mentre le altre due nicchie ospitano un S. Genesio, opera in legno del 1475 di Baldo da Padova, ed un S. Fermo, opera anonima del 1500, entrambe provenienti dalla vicina chiesa di San Genesio.
Sulla controfacciata sono posti alcuni affreschi quattrocenteschi strappati dal porticato esterno della chiesa di San Genesio rappresentanti una Madonna in trono tra i SS. Genesio e Sebastiano e SS. Bernardino da Siena, Giovanni e un devoto.